# Phimochirus tunnelli
Phimochirus tunnelli — вид ракоподібних родини Paguridae. Описаний у 2019 році.

## Етимологія
Вид названий на честь Джона Туннела, спеціаліста з морського біорізноманіття з Техаського університету у Корпус-Крісті (Texas A&M University–Corpus Christi).

## Поширення
Вид поширений в Мексиканській затоці.

## Спосіб життя
Займає черепашки дрібного та середнього розміру, переважно, з родин Fasciolariidae, Turbinidae та Muricidae. Трапляється на глибині до 72 м.